# Antagnac-Ruffiac
Antagnac-Ruffiac est une ancienne commune de Lot-et-Garonne. Créée en 1973, elle est issue de la fusion des communes d'Antagnac et de Ruffiac. En 2001, Antagnac-Ruffiac devient Antagnac à la suite du rétablissement de Ruffiac.